# مائوریتزیو مورتی
مائوریتزیو مورتی (انگلیسی: Maurizio Moretti؛ ۳ مارس ۱۹۴۵ – ۳۰ مارس ۲۰۲۱ (aged 76)) بازیکن فوتبال اهل ایتالیا بود.
از باشگاه‌هایی که در آن بازی کرده‌است می‌توان به باشگاه فوتبال آسکولی و باشگاه فوتبال اسپال اشاره کرد.